# Гаранян, Георгий Арамович
Гео́ргий Ара́мович Гараня́н (15 августа 1934, Москва — 11 января 2010, Краснодар) — советский и российский джазовый, классический и эстрадный саксофонист армянского происхождения, композитор, аранжировщик, дирижёр, бенд-лидер, художественный руководитель ряда музыкальных ансамблей, народный артист Российской Федерации (1993), член СК СССР с 1975 года, член Союза кинематографистов России с 1996 года, лауреат Государственной премии Российской Федерации (2000), лауреат премии города Москвы в области литературы и искусства, почётный профессор ряда российских консерваторий.
Знаменит созданием ансамбля «Мелодия», ныне действующих Московского и Краснодарского джазовых оркестров, первыми инструментальными записями с Владимиром Высоцким, многочисленными записями со звёздами советской эстрады. Композитор советских фильмов «Покровские ворота», «Рецепт её молодости» (лучший музыкальный фильм 1983 года), «Вечерний лабиринт», «Остров погибших кораблей»; дирижёр для кинокартин «Ирония судьбы», «12 стульев», «Романс о влюблённых», «Приключения Буратино», саксофонист в фильмах «Бриллиантовая рука», «Мы из джаза», «Осенний блюз». Саксофон и оркестр Гараняна звучат и в мультфильме «Ну погоди!». Автор таких джазовых хитов, как «Баллада», «Фестивальный блюз», «Дивертисмент», «Кроссворд», «Птички на окне». Они звучат в концертах и в записях популярных артистов и оркестров.
Автор учебника «Основы эстрадной и джазовой аранжировки». Провёл с 2009 года 14 фестивалей «Играем джаз с Гараняном» и «Крошка Джаз», вёл передачи «Джаз-клуб Георгия Гараняна» на «Маяке», Радио России — Культура, и «Джем-5» на телеканале «Культура». До последнего дня жизни активно концертировал, давая более 100 концертов в год. За музыкальное оформление «Бенефисов» награждался «Серебряной розой Монтрё»; был единственным российским джазовым музыкантом, номинированным на музыкальную премию Грэмми.
Организовал проект «Джаз в смокингах» с оркестром «Виртуозы Москвы», поставил джазовый балет «Синдбад-мореход» в Челябинском театре оперы и балета, автор музыки для театров Джигарханяна, Райкина, для спектаклей Московского цирка Никулина, многочисленных теле- и радиопрограмм.

## Биография
Родился в Москве. Мать прививала сыну любовь к музыке, но отец, инженер по профессии, считал, что сын тоже должен стать инженером и получить «настоящую профессию», тогда как музыка — это «для души». Поэтому после школы, в 1952 году, Георгий Гаранян поступил в Московский станкоинструментальный институт (Станкин), который окончил по специальности «Приборы точной механики». По окончании устроился в Москонцерт, в ансамбль Эдит Утёсовой, затем в Молодёжный оркестр ЦДРИ п/у Юрия Саульского. За годы карьеры создал несколько звёздных коллективов, среди которых «Золотая восьмёрка» (участники: А. Зубов, К. Бахолдин, И. Берукштис, В. Зельченко). Был первым советским музыкантом, которого приняли в оркестр Олега Лундстрема, специально открыв для него ставку шестого саксофона. 
В 1966—1973 годах работал в Концертном эстрадном оркестре Вадима Людвиковского.
Лауреат многих международных джазовых фестивалей: в Праге, Бомбее, Гаване, Варшаве, Финляндии, Израиле.
В 1973 году, после роспуска оркестра Людвиковского, вместе с трубачом Владимиром Чижиком создал Ансамбль «Мелодия», которым руководил до 1982 года. Визитной карточкой ансамбля стала музыка популярных советских композиторов в джазовой обработке. Первая же пластинка была продана тиражом 4 млн экземпляров. За годы работы под управлением Гараняна ансамбль записал 16 сольных пластинок-гигантов и 9 пластинок-мини-альбомов. «Мелодию» выбирали для записи своих сочинений лидеры самых разных жанров: Владимир Высоцкий и Альфред Шнитке (Первая симфония), Давид Тухманов («По волне моей памяти»), Алла Пугачёва и Иосиф Кобзон, Людмила Гурченко и Андрей Миронов.
С 1972 по 1979 годы Георгий Гаранян работал дирижёром Государственного симфонического оркестра кинематографии СССР. Дирижировал музыкой к двум сотням фильмов (в том числе «Ирония судьбы», «Приключения Буратино»), написал музыку к культовым советским картинам, среди которых «Покровские ворота», «Вечерний лабиринт», «Рецепт её молодости», «Волшебный фонарь», «Руанская дева по прозвищу Пышка», «Осенний блюз». В спектаклях многих театров звучит музыка Георгия Гараняна («Мона» — Театр Армена Джигарханяна и др.).
Георгий Гаранян исполнял партию саксофона в фильмах «Бриллиантовая рука», «Мы из джаза», «Осенний блюз», в мультфильме «Ну, погоди!» и других. Вёл передачи «Джаз-клуб Георгия Гараняна» на «Маяке», Радио России — Культура и «Джем-5» на канале «Культура».
Он был единственным джазовым музыкантом, имевшим абонемент — три концерта в год — в Большом зале Московской консерватории. За запись компакт-диска «In Moscow» (1999) с американской этно-джазовой группой Oregon, в которой он выступил в качестве дирижёра, номинирован на премию Грэмми.
В 1990-е годы создал «Московский биг-бенд». Был главным дирижёром московского цирка на Цветном бульваре.
С 1998 года до последнего дня жизни возглавлял Краснодарский муниципальный биг-бенд, с 2003 по 2006 годы — Государственный камерный оркестр джазовой музыки имени О. Л. Лундстрема, затем возродил ансамбль «Мелодия» и создал на его основе Биг-бенд Георгия Гараняна в Москве. Московский Ансамбль Мелодия-Биг-бенд Георгия Гараняна и Биг-бенд Георгия Гараняна (Краснодар) и в настоящее время активно концертируют.
В 2008 году Георгий Гаранян учредил именной Фонд для популяризации джаза и классической музыки среди детей и молодёжи. В 2009 провёл Первый молодёжный фестиваль «Играем джаз с Гараняном». Впервые на сцену вышли вместе дети-юные музыканты и профессиональные артисты. Фестиваль проводится ежегодно 25 января, в Татьянин день, при поддержке Департамента культуры Москвы.
Увлекался техникой, многие записи делал в собственной домашней звуковой студии, скомпонованной собственными руками. Это увлечение и серьёзные познания в звукорежиссуре позволили ему обрести авторитет среди мастеров звукозаписывающего цеха и возглавлять жюри Конкурса студентов-звукорежиссёров имени В. Бабушкина. Он председательствовал также в жюри многих эстрадных и джазовых фестивалей.
Признанный мастер аранжировки, практически все аранжировки писал самостоятельно. Аранжировал пьесы многих отечественных и зарубежных авторов и поделился опытом в учебнном пособии «Аранжировка для инструментальных и вокально-инструментальных ансамблей» (1983, 1986 гг.). Книга стала бестселлером. Затем написал расширенную версию пособия — «Основы эстрадной и джазовой аранжировки». Книга долгие годы не издавалась и вышла в свет в 2010 году, после ухода Маэстро из жизни.

Могила на Ваганьковском кладбище. Скульптор Лев Матюшин

Умер утром 11 января 2010 года в краснодарской больнице скорой медицинской помощи. В Краснодар Георгий Гаранян приезжал для совместных выступлений с композитором Мишелем Леграном и своим Краснодарским биг-бендом. 
Похоронен 14 января 2010 года на 13 участке Ваганьковского кладбища в Москве.

## Награды и звания
- Заслуженный артист РСФСР (1981)
- Народный артист Российской Федерации (03.07.1993) — за большие заслуги в области музыкального искусства[8]
- Государственная премия Российской Федерации (2000)
- Орден «За заслуги перед Отечеством» IV степени (13.09.2004) — за большой вклад в развитие музыкального искусства и многолетнюю плодотворную работу[9]
- Орден Почёта (22.11.1999) — за заслуги перед государством, большой вклад в укрепление дружбы и сотрудничества между народами, многолетнюю плодотворную деятельность в области культуры и искусства[10]
- Орден Петра Великого

## Фильмография

### Композитор
- 1969 — Калиф-аист
- 1972 — Вид на жительство
- 1979 — Бабушки надвое сказали…
- 1980 — Вечерний лабиринт
- 1981 — Восточный дантист
- 1982 — Покровские ворота
- 1983 — Если верить Лопотухину
- 1983 — Нежданно-негаданно
- 1983 — Рецепт её молодости
- 1984 — Зудов, вы уволены!
- 1984 — Право на выбор
- 1985 — Созвездие любви
- 1986 — Крик дельфина
- 1987 — Остров погибших кораблей
- 1988 — Любовь к ближнему
- 1989 — Руанская дева по прозвищу Пышка
- 2000 — Игра в любовь

### Музыка к мультфильмам
- 1969 — Золотой мальчик (совместно с Александром Зацепиным)
- 1969 — Солнечное зёрнышко (совместно с Александром Зацепиным)
- 1969 — Обогнал… (совместно с Александром Зацепиным)
- 1970 — Ну, погоди! (выпуск 2) (совместно с Александром Зацепиным)
- 1975 — Басни Михалкова
- 1976 — От тебя одни слёзы
- 1978 — Барс лесных дорог
- 1980 — Лучше поздно, чем никогда!
- 1980 — Ещё раз про квартет
- 1981 — …Три синих-синих озера малинового цвета…
- 1983 — Ракушка

### Как дирижёроркестра Госкино
- 1968 — Ангел в тюбетейке
- 1971 — 12 стульев
- 1972 — Право на прыжок (совместно с В. Васильевым)
- 1973 — Москва-Кассиопея
- 1973 — Совсем пропащий
- 1974 — Автомобиль, скрипка и собака Клякса
- 1974 — Свой среди чужих, чужой среди своих
- 1974 — Дочки-матери
- 1974 — Ваши права?
- 1974 — Закрытие сезона
- 1974 — Романс о влюблённых
- 1974 — Отроки во Вселенной (не указан в титрах)
- 1974 — Пётр Мартынович и годы большой жизни
- 1975 — Приключения Буратино
- 1975 — Большое космическое путешествие
- 1975 — Ар-хи-ме-ды! (совместно с Э. Хачатуряном)
- 1975 — Ирония судьбы, или С лёгким паром!
- 1975 — Вкус халвы
- 1975 — Пропавшая экспедиция
- 1976 — 12 стульев
- 1976 — По секрету всему свету
- 1976 — Ты — мне, я — тебе
- 1976 — Розыгрыш
- 1976 — Несовершеннолетние
- 1977 — Кто поедет в Трускавец
- 1977 — Почти смешная история
- 1978 — Стратегия риска (совместно с В. Васильевым)
- 1979 — Акванавты
- 1980 — Миллионы Ферфакса
- 1980 — История одного подзатыльника
- 1981 — Родня (совместно с Э. Хачатуряном)

## Творчество

### Песни
- «Призраки» (музыка Георгий Гаранян[11], слова Юрия Ряшенцева), исполняет Владимир Пресняков.
- «Рыжий клоун» (музыка Георгий Гаранян, слова Бориса Пургалина), исполняет Николай Караченцов.

### Инструментальные пьесы
- Ленкорань
- Водоворот
- Птички на окне
- Глобус
- Эпилог
- Баллада
- Импровизация на тему песни Исаака Дунаевского из фильма «Весна»
- Фестивальный блюз
- Дивертисмент для оркестра в трёх частях
- Армянские ритмы
- Терем-теремок
- Этюд для оркестра
- Музыкальный привет
- Импровизация на тему песни Вано Мурадели «Не грусти»
- Талисман
- Русская
- Внимание — старт!
- Между таймами
- Свет луны
- Звёздный хоровод
- Блюз «Москва-67»

## Семья
Отец — Арам Георгиевич Гаранян (Караян) (1902—1976), подростком бежал из Турции во время геноцида армян, работал инженером. 
Мать — Вера Петровна Корчина (1910—1986), родом из Выдропужска, учительница.
Был четыре раза женат.
- Дочь (от первого брака) — Наталья[12], клинический психолог, психотерапевт, доктор психологических наук.

Третья супруга — Инна Константиновна Мясникова (1934—2010), певица, участница вокального ансамбля «Аккорд» (в 1988 году уехала в США).
- Дочь — Карина, компьютерный дизайнер, живёт в Бруклине (США).

Четвертая супруга (1990—2010) — Нелли Закирова, телевизионный журналист. Автор книг «Палеонтологи», «Дурные новости», «Джаз. Детская энциклопедия».
- Падчерица[12] — Вероника, президент Фонда Георгия Гараняна.

## Публикации
- Гаранян Г. Аранжировка для эстрадных инструментальных и вокально-инструментальных ансамблей. — 2-е доп. изд. — М.: Музыка, 1986. — 224 с. (первое издание вышло в 1983 году)
- Гаранян Г. Основы эстрадной и джазовой аранжировки. — изд. 3-е, пер. и доп. — М.: Региональный общественный фонд развития джазового искусства Георгия Гараняна, 2010.